# Clan Di Biasi
Il clan Di Biasi, conosciuto anche come "i Faiano", è stato un sodalizio camorristico operante sul territorio dei Quartieri Spagnoli nella città di Napoli.

## Storia
Negli anni '80 i Di Biasi erano la longa manus dei Giuliano nei Quartieri Spagnoli. 
Ma il loro predominio nel quartiere è stato sempre in bilico e minacciato dal clan Russo. Nel 1999 il loro capostipite Domenico Russo, detto "Mimì dei cani", storico riciclatore di Rolex rubati, fu freddato per aver osato mettersi in proprio nel commercio di droga, mal protetto dalle sue amicizie con i boss dell'Alleanza di Secondigliano.
La morte di ‘Mimì dei cani fu vendicata con l'assassinio del padre dei fratelli Di Biasi, Francesco, dopo appena tre mesi. Nel 2000 un altro omicidio e un'altra risposta, questa volta a cadere sono: Antonio Di Biasi, soprannominato ‘Pavesino, da una parte, e Maurizio Russo dall'altra.
Nel luglio 2008 un grosso colpo è stato inferto al clan, sono finiti in carcere: Luigi Di Biasi, suo fratello Renato, Sergio Parmiggiano, Ciro Saporito, Luciano Boccia, Ciro Piccirillo, Giuseppe e Salvatore Scala, per tutti scattò l'accusa di associazione per delinquere di stampo camorristico, mentre in 7 rispondono di omicidio: Mario Di Biasi, Artuso Massimiliano, Luciano Boccia, Luigi Cangiano, Sergio Parmiggiano e Ciro Saporito (questi ultimi due imputati anche nel processo di primo grado sul ‘voto inquinato’ delle elezioni amministrative della primavera del 2006) e Vincenzo Gallozzi (scarcerato ad agosto per indulto, detto “'o Figlio do' Musichiere”, nel frattempo pentitosi). L'unico ad uscire pulito dal processo è stato Salvatore Di Biasi, le accuse contro di lui si sono rivelate infondate.